# Nine: Nine Time Travels
Nine: Nine Time Travels (en hangul, 나인: 아홉 번의 시간여행; romanización revisada, Nain: ahop beonui siganyeohaeng) también conocida en español como Nine: 9 Viajes en el Tiempo, es una serie de televisión surcoreana de misterio emitida durante 2013 y protagonizada por Lee Jin Wook y Jo Yoon Hee.
Fue trasmitida por tvN desde el 11 de marzo hasta el 14 de mayo de 2013, con una longitud de 20 episodios que fueron emitidos cada lunes y martes a las 23:00 (KST). A medida que la serie transcurre, el protagonista tiene una manera única de lidiar con el concepto de viaje en el tiempo.

## Argumento
Un hombre encuentra nueve varillas de incienso mágicas que le permiten viajar 20 años atrás en el tiempo. Trata de mantener a su familia segura con el fin de cambiar el mundo en que vive hoy en día. Sin embargo, esto no deja de tener consecuencias, dado que sus acciones en el pasado afectan a las vidas de muchos en la actualidad, incluyendo la suya propia.

## Reparto

### Personajes principales
- Lee Jin Wook como Park Sun Woo.
- Jo Yoon Hee como Joo Min Young.

### Personajes secundarios
2012-2013
- Jeon No Min como Park Jung Woo.
- Kim Hee Ryung como Son Myung Hee.
- Jung Dong Hwan como Choi Jin-cheol.
- Lee Eung-kyung como Kim Yoo Jin.
- Um Hyo-sup como Oh Chul-min.
- Lee Seung Joon como Han Young Hoon.[5]
- Yeon Je Wook como Kim Beom Seok.
- Oh Min Suk como Kang Seo Joon.
- Park Gri Na como Lee Joo Hee.
- Yoo Se Rye como Sung Eun Joo.
- Lee Jun-hyeok como Sang-beom.
- Lee Shi Woo como Young Soo.
- Jin Ye-sol como Myung Hee (Joven).
- Seo Dong Won como Jin Chul (Joven).
- Kim Won-hae como Park Chang Min.
- Lee Han-wi como Joo Sung-hoon.
- Park Won-sang (cameo)
- Choi Woong como el secretario de Choi Jin-cheol

1992-1993
- Park Hyung Sik como Park Sun Woo.
- Jo Min Ah como Joo Min Young.
- Seo Woo Jin como Park Jung Woo.
- Park Moon Ah como Sung Eun Joo.
- Kim Hee Ryung como Son Myung Hee.
- Jeon Guk Hwan como Park Chun Soo.
- Jung Dong Hwan como Choi Jin Chul.
- Uhm Hyo Sup como Oh Chul Min.
- Lee Yi Kyung como Han Young Hoon.
- Na Hae Ryung como Han So Ra.
- Ga Deuk Hee como Kim Yoo Jin.
- Kim Won Hae como Park Chang Min.

## Banda sonora
- Lee Ji Hye - «Nine Incense».
- Kim Yeon Woo - «You So».
- Natthew - «Oh Please».
- Urban Zakapa - «Just A Little Bit».
- Youme - «Sob Story».

## Emisión internacional
- Hong Kong: Drama Channel (2013) y J2 (2014).
- Malasia: 8TV (2014).
- Tailandia: Workpoint TV (2014).
- Taiwán: EBC (2014, 2015).